# Ladislav Jiří Weber
Ladislav Jiří Weber (1893 – 7. června 1961) byl advokát a sběratel moderního českého umění.

## Život
Ladislav Jiří Weber byl pražský advokát, který v době První republiky ve 20. a 30. letech vybudoval významnou sbírku čítající kolem 50 děl moderního českého umění, ve které byli zastoupeni mj. Rudolf Kremlička, Jan Bauch, Václav Špála nebo Otto Gutfreund. Sbírku měl pečlivě fotograficky dokumentovanou a pravost děl ověřenou samotnými autory. Kromě toho si vedl přehled, kde byla díla z jeho sbírky vystavována. Během Protektorátu i po skončení války se mu podařilo uhájit celistvost sbírky a opatřit potvrzení o netknutosti, ochraně a veřejném významu sbírky. Díla od 30. let ochotně půjčoval na domácí i zahraniční výstavy. Sbírka byla instalována v prostorách jeho luxusního vinohradského bytu ve Vodičkově 11, kde ji zpřístupnil oficiálním návštěvám významných osobností, což roku 1947 potvrdil svým dobrozdáním i ministr informací Václav Kopecký.
Roku 1948 si nechal sbírku ocenit od obchodníka s uměním a soudního znalce Jaroslava Borovičky. Hodnota sbírky podle tehdejších kritérií činila 233 000 Kč. Od roku 1953 sbírka spadala pod režim památkové ochrany Státního památkového ústavu. Problémy nastaly roku 1957, po vydání nového bytového zákona, který určoval přiměřenost plochy bytu. Weber uspěl roku 1958 s žádostí o prominutí poplatku za nadměrný byt, ale zároveň se musel bránit i proti přešetření majetkových dávek, vyměřených v letech 1946–1948. Ještě krátce před svou smrtí získal dobrozdání o významu své sbírky od Josefa Cibulky, ředitele Národní galerie v době Protektorátu. V závěru života sepsal sběratel mnohostránkovou výpověď, která vyznívá jako obžaloba okolností i doby. Vyčísluje léta placené majetkové dávky, platný zákon i jeho chybné uplatňování v praxi analyzuje z právního hlediska, zpochybňuje oceňování umění v době neexistence volného trhu.
Po smrti Ladislava Jiřího Webera byla jeho žena roku 1964 přestěhována do menšího bytu v Michelangelově ulici ve Strašnicích i přesto, že tehdy velkou část sbírky věnovala Národní galerii. Národní galerie ji za dar osmnácti obrazů pouze stručně poděkovala za "příspěvek k obohacení sbírek". Roku 1971 Zdena Weberová znovu čelila hrozícímu vystěhování pro nadměrnost bytu a Národní galerie, kterou už v té době vedl Jiří Kotalík, jí vystavila dobrozdání, že další stěhování by mohlo sbírku ohrozit. Po jejím úmrtí přešla do fondu Národní galerie další část sbírky.

### Sbírka L J Webera (výběr)
- Bohumil Kubišta, Žně (1911)
- Rudolf Kremlička, Nahé ženy (1925)
- Rudolf Kremlička, Žena s nohou na křesle
- Josef Čapek, Děti
- Otto Gutfreund, Muž u selfaktoru[3]